# 베네데토 다 마이아노

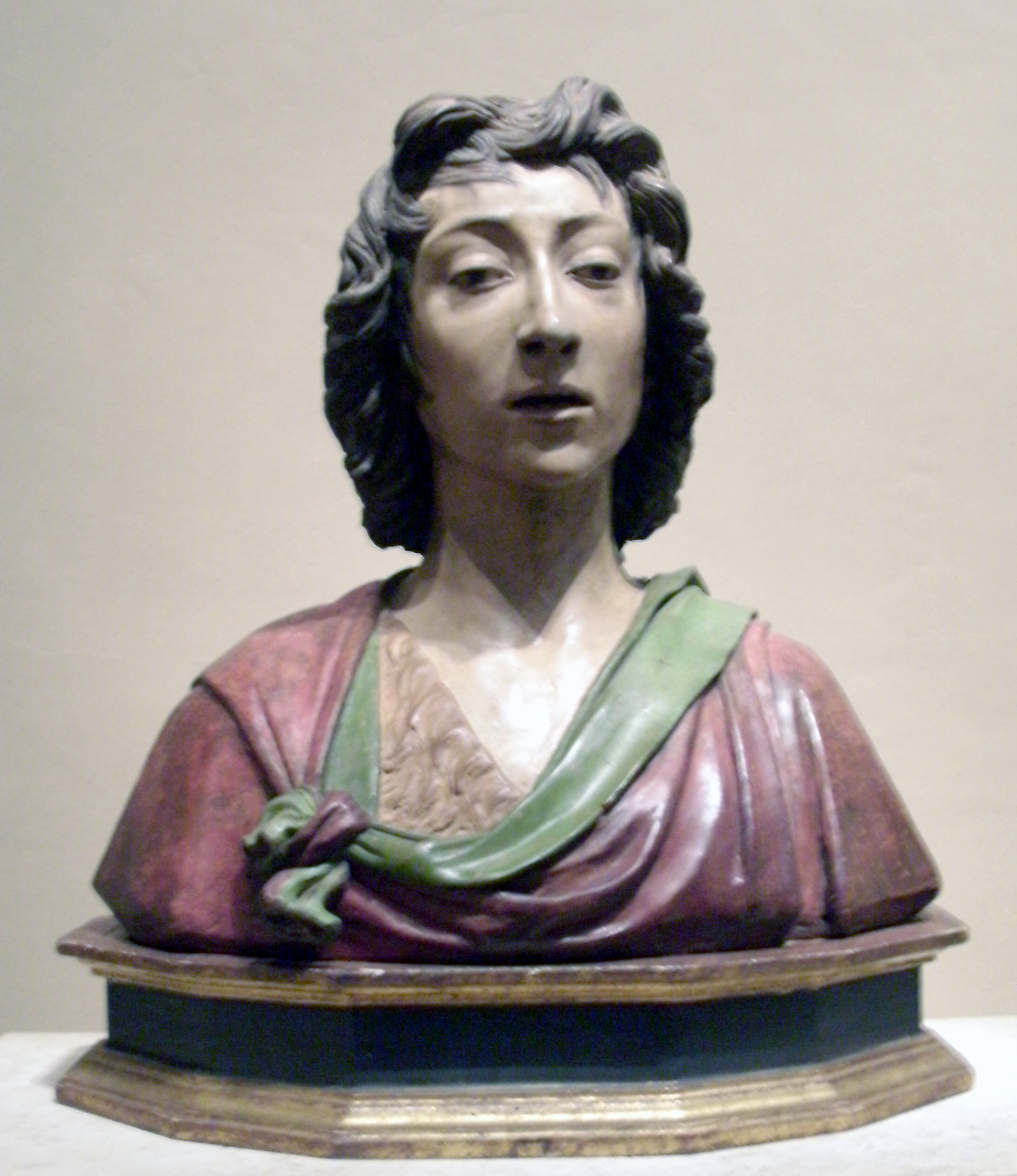
성 요한 세례자, 1480년경의 채색 테라코타 작품, 내셔널 갤러리 오브 아트 소장

베네데토 다 마이아노(이탈리아어: Benedetto da Maiano1442년~1497년 5월 24일)는 이탈리아 초기 르네상스 시대의 조각가이다.

## 생애
현재 피에솔레에 속해있는 마이아노 마을에서 태어난 그는 형인 건축가 줄리아노 다 마이아노의 조수로 경력을 시작했다. 서른 살 무렵부터 조각가 안토니오 로셀리노 밑에서 수련을 받으며 대리석을 다루는 기술을 배웠고, 결국 로셀리노보다 더 큰 명성을 얻어 15세기 가장 중요한 조각가 중 한 사람이 되었다. 젊은 시절에는 우드 모자이크(목재 상감 세공)를 전문으로 했으며, 페데리코 다 몬테펠트로의 스투디오로(Studiolo)와 그 외 여러 작품들을 제작했다. 헝가리의 마차시 코르비누스 왕은 그를 궁정으로 초청했으며, 왕에게 가져가던 상감 세공 작품이 이동 중 파손된 사건을 계기로 베네데토는 더 견고한 재료를 찾기로 결심했다고 전해진다.
그의 초기 작품으로는 파엔차 대성당의 산 사비노(San Savino) 헌정 제단이 있다. 그는 종교 주제를 조각하는 데 더 많은 작품을 남겼지만, 당시 피렌체의 저명인사들을 대상으로 한 초상 조각도 제작했다. 예를 들어 1474년에는 바르젤로 미술관에 있는 피에트로 멜리니(Pietro Mellini)의 흉상을 제작했다.
1475년에는 형 줄리아노와 함께 산지미냐노의 콜레자타 성당에서 작업했다. 베네데토의 가장 중요한 기여는 산타 피나 예배당의 조각 제단이었다.

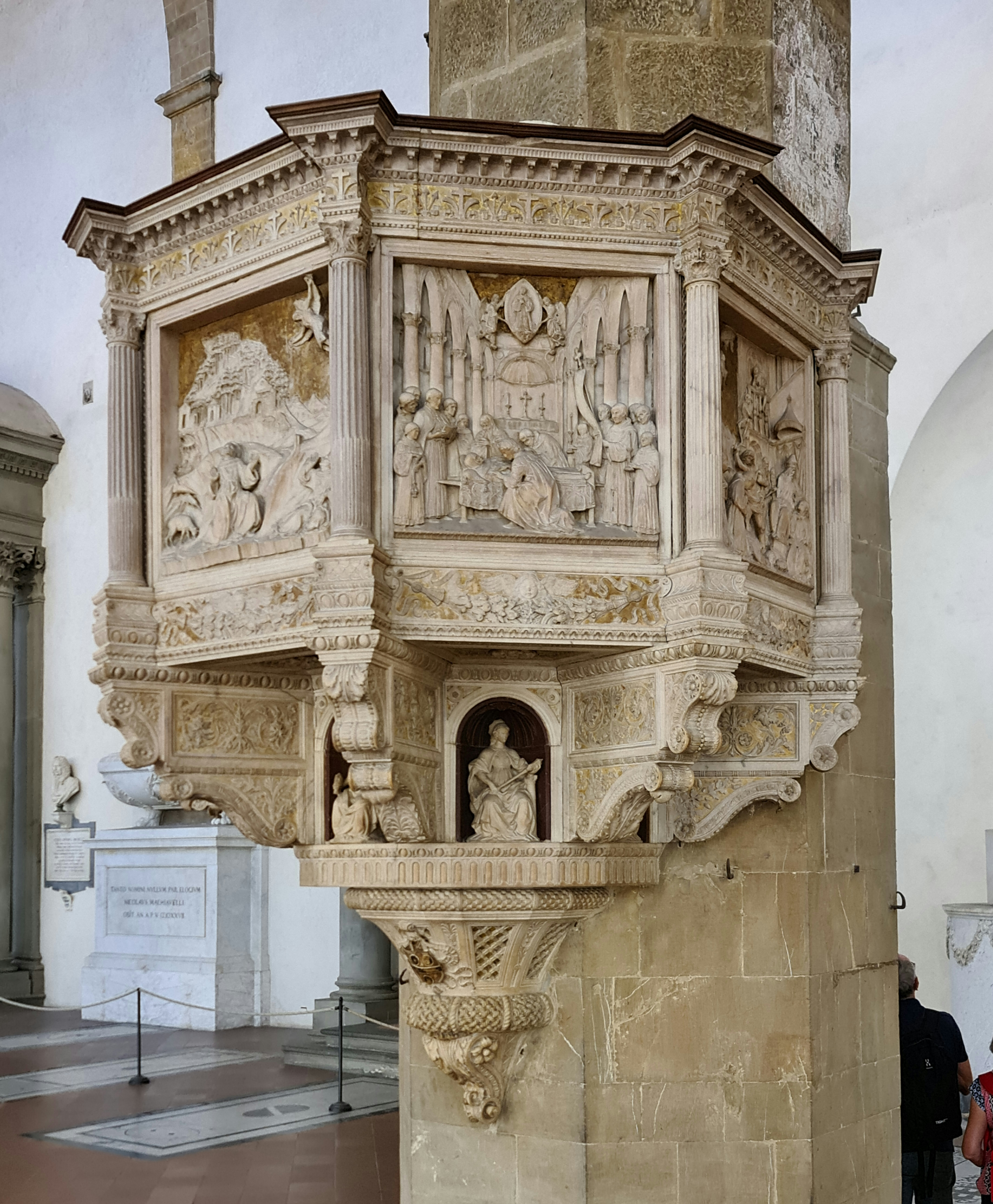
피렌체 산타 크로체 성당의 설교단

1480년에는 피렌체 베키오 궁전의 문틀 조각 작업을 맡았다. 피렌체 산타 크로체 성당의 대리석 설교단은 그의 대표작으로 평가된다. 설교단에는 아시시의 성 프란체스코 생애를 묘사한 장면들이 조각되어 있다. 같은 해 형과 함께 프라토 외곽의 마돈나 델롤리보(Madonna dell’Olivo) 작은 경당을 건축하고 조각 장식을 만들었다. 바르젤로에 있는 소년 시절의 성 요한 조각상도 1481년경 작품으로 알려져 있다.
1489년에는 피렌체의 스트로치 궁전을 설계했으며, 이 건물은 후에 크로나카가 완성하여 오늘날까지 남아 있다. 그는 1490년에 나폴리로 가서 산타안나 데이 롬바르디 성당에서 로셀리노가 시작한 작업을 마무리한 것으로 추정된다. 또한 나폴리의 몬테 올리베토(Monte Oliveto) 성당에서 수태고지(Annunciation) 등 여러 조각 작품을 제작했다. 건축가로서 그는 피렌체 산타 마리아 노벨라 성당에 필리포 스트로치의 무덤을 설계했으며, 이 무덤에는 지천사들이 받치고 있는 성모자 원형 부조가 포함되어 있다. 아레초의 산타 마리아 델레 그라치에 성당에는 그가 설계한 주랑(포르티코)이 있다. 그는 55세의 나이로 피렌체에서 생을 마감했다.